# Nejlepší trenér Deutsche Eishockey Liga
Nejlepší trenér je každoročně udělovaná trofej pro nejlepšího trenéra Deutsche Eishockey Liga.

## Přehled vítězů
| Sezóna                      | Trenér            |
| --------------------------- | ----------------- |
| 2000/2001                   | Gunnar Lejdborg   |
| 2011/2012                   | Dan Ratushny      |
| 2012/2013                   | Uwe Krupp         |
| 2013/2014                   | Rick Adduono      |
| 2014/2015                   | Geoff Ward        |
| 2015/2016                   | Christof Kreutzer |
| 2016/2017                   | Rob Wilson        |
| 2017/2018                   | Thomas Popiesch   |
| 2018/2019                   | Don Jackson       |
| 2019/2020                   |                   |
| Zdroj na eliteprospects.com |                   |